# Atracins
Els atracins (Atracinae) havien sigut una subfamília d'aranyes de la família Hexathelidae. Actualment, se les considera com una família separada: els atràcids (Atracidae).
Contenia 3 gèneres: Atrax, Hadronyche i Illawarra. La mossegada d'aquestes aranyes, pel seu verí potent, pot ser mortal. Aquesta subfamília conté 35 espècies. Tots els seus membres són natius d'Austràlia.
L'any 2014 investigadors de la Universitat de Newcastle van desenvolupar un biopesticida (pesticida ecològic) a partir de verí d'aranyes d'aquesta subfamília i la proteïna vegetal dels lliris del gènere Galanthus